# Краславская станция (деревня)
Краславская станция  (латыш. Krāslavas stacija) — деревня в Латвии, в Удришской волости Краславского края. Деревня расположена в 4 км к северо-западу от города Краслава. В деревне находится железнодорожная станция, из-за чего она и получила своё название. Население в 2021 году составило 63 человека.